# Church Honeybourne
Church Honeybourne är en ort i civil parish Honeybourne, i distriktet Wychavon, i grevskapet Worcestershire, i England. Orten är belägen 8 km från Evesham. Church Honeybourne var en civil parish fram till 1958 när blev den en del av Honeybourne. Civil parish hade 309 invånare år 1951. Byn nämndes i Domedagsboken (Domesday Book) år 1086, och kallades då Uniburne.